# 4607 Seilandfarm
Seilandfarm (asteroide 4607) é um asteroide da cintura principal, a 2,2192334 UA. Possui uma excentricidade de 0,0198434 e um período orbital de 1 244,38 dias (3,41 anos).
4607 Seilandfarm tem uma velocidade orbital média de 19,79424661 km/s e uma inclinação de 2,24948º.
Este asteroide foi descoberto em 25 de Novembro de 1987 por Kin Endate e Kazuro Watanabe.